# آذر ۱۳۸۶
آذر ۱۳۸۶، نهمین ماه سال ۱۳۸۶ هجری خورشیدی است.
آغاز آن پنج‌شنبه، ۱ آذر ۱۳۸۶ (۲۲ نوامبر ۲۰۰۷ میلادی) برابر ۱۱ دی القعده ۱۴۲۸ هجری قمری است. 